# Litanie di Ra
Le Litanie di Ra fanno parte dei testi religiosi dell'antico Egitto destinati ad accompagnare il defunto nel suo viaggio nell'aldilà per consentirgli di "vivere" ancora nel mondo ultraterreno nei Campi Iaru.
Si tratta, generalmente, di formule e di racconti incentrati sul viaggio notturno del dio Sole (nelle sue diverse manifestazioni) e della sua lotta con le forze del male (tra cui il serpente Apopi) che tentano, nottetempo, di fermare la sua barca per non farlo risorgere al mattino.
Nate durante la XVIII Dinastia, le Litanie di Ra sono suddivise in due parti e si concretizzano in preghiere al dio-sole Ra nelle sue 75 differenti manifestazioni, nonché al sovrano quale tramite verso lo stesso dio Sole e verso le altre divinità del pantheon egizio.
La versione più antica conosciuta si trova, nella Valle dei Re, nella prima camera colonnata e nella camera funeraria della tomba di Thutmosi III mentre, successivamente, dalla tomba di Sethy I, il testo si ritroverà nell'ingresso. Le “Litanie di Ra” sono riportate nelle seguenti tombe della Valle dei Re (riportate in ordine cronologico di regno dei “Titolari” –ove noti-):
- Thutmosi III, XVIII Dinastia, tomba KV34;
- Sethy I, XIX Dinastia, tomba KV17;
- Ramses II, XIX Dinastia, tomba KV7;
- Merenptah, XIX Dinastia, tomba KV8;
- Amenmesse, XIX Dinastia, tomba KV10;
- Sethy II, XIX Dinastia, tomba KV15;
- Siptah, XIX Dinastia, tomba KV47;
- Ramses III, XX Dinastia, tomba KV11;
- Ramses IV, XX Dinastia, tomba KV2;
- Ramses IX, XX Dinastia, tomba KV6.